# بربراتي
بربراتي (بالفرنسية: Berbérati)‏ هي مدينة، في جمهورية أفريقيا الوسطى، تقع في مامبرة كاديي ، وهي عاصمتها، بلغ عدد سكانها 76,918 نسمة.

## المناخ
يظهر الجدول التالي التغييرات المناخية على مدار السنة لبربراتي:
| البيانات المناخية لـبربراتي              | البيانات المناخية لـبربراتي | البيانات المناخية لـبربراتي | البيانات المناخية لـبربراتي | البيانات المناخية لـبربراتي | البيانات المناخية لـبربراتي | البيانات المناخية لـبربراتي | البيانات المناخية لـبربراتي | البيانات المناخية لـبربراتي | البيانات المناخية لـبربراتي | البيانات المناخية لـبربراتي | البيانات المناخية لـبربراتي | البيانات المناخية لـبربراتي | البيانات المناخية لـبربراتي |
| الشهر                                    | يناير                       | فبراير                      | مارس                        | أبريل                       | مايو                        | يونيو                       | يوليو                       | أغسطس                       | سبتمبر                      | أكتوبر                      | نوفمبر                      | ديسمبر                      | المعدل السنوي               |
| ---------------------------------------- | --------------------------- | --------------------------- | --------------------------- | --------------------------- | --------------------------- | --------------------------- | --------------------------- | --------------------------- | --------------------------- | --------------------------- | --------------------------- | --------------------------- | --------------------------- |
| متوسط درجة الحرارة الكبرى °م (°ف)        | 31 (88)                     | 32.5 (90.5)                 | 32.5 (90.5)                 | 30.7 (87.3)                 | 30.1 (86.2)                 | 29 (84)                     | 28.3 (82.9)                 | 27.9 (82.2)                 | 28.7 (83.7)                 | 29.4 (84.9)                 | 30.2 (86.4)                 | 30.5 (86.9)                 | 30.1 (86.1)                 |
| المتوسط اليومي °م (°ف)                   | 24.2 (75.6)                 | 25.6 (78.1)                 | 26.1 (79.0)                 | 25.2 (77.4)                 | 24.8 (76.6)                 | 24 (75)                     | 23.6 (74.5)                 | 23.3 (73.9)                 | 23.7 (74.7)                 | 24 (75)                     | 24.4 (75.9)                 | 23.6 (74.5)                 | 24.4 (75.9)                 |
| متوسط درجة الحرارة الصغرى °م (°ف)        | 17.5 (63.5)                 | 18.7 (65.7)                 | 19.7 (67.5)                 | 19.8 (67.6)                 | 19.6 (67.3)                 | 19.1 (66.4)                 | 18.9 (66.0)                 | 18.8 (65.8)                 | 18.7 (65.7)                 | 18.7 (65.7)                 | 18.6 (65.5)                 | 16.7 (62.1)                 | 18.7 (65.7)                 |
| الهطول مم (إنش)                          | 21 (0.8)                    | 36 (1.4)                    | 95 (3.7)                    | 129 (5.1)                   | 146 (5.7)                   | 158 (6.2)                   | 143 (5.6)                   | 186 (7.3)                   | 216 (8.5)                   | 221 (8.7)                   | 84 (3.3)                    | 26 (1.0)                    | 1٬461 (57.3)                |
| المصدر: Climate-Data.org, altitude: 580m |                             |                             |                             |                             |                             |                             |                             |                             |                             |                             |                             |                             |                             |